# Euryale (Argos)
Pour les articles homonymes, voir Euryale.
Dans la mythologie grecque, Euryale (en grec ancien Εὐρυάλος) est fils de Mécistée et petit-fils de Talaos, prince d’Argos, compté parmi les Épigones et capitaine à Troie sous le commandement de Diomède. Lors des jeux funèbres organisés pour les funérailles de Patrocle, il perd au pugilat contre Épéios, qui remporte la coupe.

## Source
- Pausanias, Description de la Grèce [détail des éditions] [lire en ligne], II, 20, 5.
- Homère, Iliade [détail des éditions] [lire en ligne], II, 553-568.